# Dremel
Dremel（ドレメル）は、大規模なデータセットに対してインタラクティブなクエリを行うためにGoogleで開発された分散システムである。
Dremelは、GoogleのBigQueryサービスで使用されているクエリエンジンである。
Dremelの発表をきっかけとして、分散SQL実行エンジンを含むApacheライセンスのプラットフォームである、Apache Drill、Apache Impala、そしてDremioが開発された。
2020年、Dremelは先駆的なイノベーションを評価されて、VLDB 2020でTest of Time awardを受賞した。